# Gandiaye
Gandiaye – miasto w Senegalu, w regionie Kaolack. Według danych szacunkowych na rok 2010 liczy 10 615 mieszkańców.